# 14 décembre
Pour les articles homonymes, voir Quatorze-Décembre.
14 novembre 14 janvier
Chronologies thématiques
- Croisades
- Ferroviaires
- Sports
- Disney
- Anarchisme
- Catholicisme

Abréviations / Voir aussi
- (° 1852) = né en 1852
- († 1885) = mort en 1885
- a.s. = calendrier julien
- n.s. = calendrier grégorien
- Calendrier
- Calendrier perpétuel
- Liste de calendriers
- Naissances du jour

Le 14 décembre est le 348e jour de l'année du calendrier grégorien, 349e lorsqu'elle est bissextile.  Il reste 17 jours avant la fin de l'année.
C'était généralement l'équivalent du 24 frimaire du calendrier républicain ou révolutionnaire français, officiellement dénommé jour de l'oseille (la plante).

## Événements

### IXesiècle
- 835 : incident de la rosée douce.
- 842 : mariage du roi de Francie occidentale Charles II le Chauve, petit-fils de Charles Ier « Magnus » ou « le Grand » (Charlemagne) avec Ermentrude d'Orléans.

### XVIesiècle
- 1542 : Marie Stuart devient reine d'Écosse.
- 1582 : l'année n'a pas en France de 14 décembre. Du fait de l'adoption du calendrier grégorien par ce pays, le lendemain du dimanche 9 décembre est le lundi 20 décembre directement (le samedi 25 de Noël, aux Pays-Bas espagnols).

### XVIIIesiècle
- 1751 : fondation de l'Académie militaire thérésienne.

### XIXesiècle
- 1814 : victoire britannique à la bataille du lac Borgne, pendant la guerre de 1812.
- 1819 : l'Alabama devient le 22e État de l'Union (voir célébrations ci-après).
- 1825 : insurrection des décabristes ou décembristes, groupe de jeunes officiers et aristocrates russes qui tentent de soulever la garnison de Saint-Pétersbourg, au moment de la mort du tsar Alexandre Ier.
- 1836 : fin de la guerre de Toledo.
- 1863 : bataille de Bean's Station pendant la campagne de Knoxville de la guerre de Sécession.
- 1877 : la principauté de Serbie entre dans la guerre russo-turque de 1877-1878.

### XXesiècle
- 1936, début de la grève pétrolière au Venezuela ;
- Seconde guerre mondiale :
  - en 1939, exclusion de l'Union soviétique de la Société des Nations, après son attaque de la Finlande (guerre d'Hiver) ;
  - en 1941, l'empire du Japon signe un traité d'alliance avec la Thaïlande ;
  - en 1943, première grande rafle de déportation de la région rhôdanienne à Nantua, trois semaines après le défilé du maquis à Oyonnax. 150 personnes sont raflées (34 évasions du train ; 116 déportés (à Buckenwald et Mauthausen), dont 20 reviendront).
- 1955 : résolution no 109, du Conseil de sécurité des Nations unies, quant à l'admission comme nouveaux membres de l'Albanie, la Jordanie, l'Irlande, le Portugal, la Hongrie, l'Italie, l'Autriche, la Roumanie, la Bulgarie, la Finlande, Ceylan, le Népal, la Libye, le Cambodge, le Laos et Espagne.
- 1960 :
  - signature de la convention de création de l'Organisation de coopération et de développement économiques (O.C.D.E.).
  - adoption de la Convention concernant la lutte contre la discrimination dans le domaine de l'enseignement.
- 1981 : Israël annexe les hauteurs du Golan syrien.
- 1995 : signature des accords de paix de Dayton dans l'Ohio (États-Unis d'Amérique), sur l'ex-Yougoslavie.

### XXIesiècle
- 2005 : en Tanzanie, victoire de l'ancien ministre des Affaires étrangères Jakaya Kikwete à l'élection présidentielle (en), avec 80,3 % des voix.
- 2008 : Mountazer al-Zaïdi jette une de ses chaussures (injure symbolique majeure) au président américain George W. Bush, en pleine conférence de presse de celui-ci.
- 2022 : 
  - Aux Fidji, les élections législatives ont lieu[1].
  - La France remporte son match face au Maroc et gagne sa place pour la finale de la Coupe du monde 2022.

- 2023 : le Conseil européen donne le feu vert à l'ouverture des négociations d'adhésion à l'Union européenne avec l'Ukraine et la Moldavie et accorde le statut de candidat à la Géorgie[2] (carte).
- 2024 :
  - en Géorgie, Mikhaïl Kavelachvili est élu président, dans un contexte de boycott du scrutin par l'opposition et de manifestations populaires[3].
  - en Corée du Sud, le président sud-coréen, Yoon Suk-yeol, est destitué dix jours après sa tentative avortée d'instaurer la loi martiale ; le Premier ministre, Han Duck-soo, assure l'intérim[4].

## Art, culture et religion
- 1582 : sur décision du Pape Grégoire XIII, transposée peu à peu en droits "nationaux", l'année n'a pas en France de 14 décembre. Du fait de l'adoption du calendrier grégorien par ce pays, le lendemain du dimanche 9 décembre est le lundi 20 décembre directement (le samedi 25 de Noël, aux Pays-Bas espagnols).
- 1918 : création du Trittico, de Giacomo Puccini, au Metropolitan Opera de New York.
- 1940 : création, au Théâtre Kabukiza de Tokyo, sous la direction de Helmut Fellner, à la tête de l'Orchestre symphonique de la NHK, de la Japanische Festmusik, compositions de Richard Strauss, Jacques Ibert, Ildebrando Pizzetti et Sándor Veress, à l'occasion du 2600e anniversaire de la fondation de l'empire du Japon (contexte géopolitique et sociétal de l'entente de l'Axe italo-germano-nippone, alors que la seconde guerre mondiale a débuté, plus d'un an auparavant).

## Sciences et techniques
- 1582 : l'année n'a pas en France de 14 décembre. Du fait de l'adoption du calendrier grégorien par ce pays, le lendemain du dimanche 9 décembre est le lundi 20 décembre directement (le samedi 25 de Noël, aux Pays-Bas espagnols).
- 1896 : inauguration du métro de Glasgow.
- 1900 : à Berlin, Max Planck présente sa théorie des quanta.
- 1911 : Roald Amundsen, explorateur norvégien, est le premier homme connu à atteindre le pôle Sud.
- 1940 : le plutonium est isolé pour la première fois, à l'université de Californie de Berkeley (seconde guerre mondiale en Europe, "bientôt" entre États-Unis et Japon).
- 1962 : la sonde américaine Mariner 2 passe à la plus faible distance de Vénus et la scanne, au moyen d'un radiomètre infrarouge à micro-ondes et d'un magnétomètre[5].
- 1967 : à l'université Stanford, en Californie, des chercheurs de l'équipe d'Arthur Kornberg isolent l'ADN du virus phage phiX174.
- 1972 : dans le cadre du programme Apollo 17, Eugene Cernan est le dernier homme à avoir marché sur la Lune.
- 1994 : début des travaux du barrage des Trois-Gorges, sur le Yang-Tsé-Kiang, en Chine.
- 2001 : pose de la première pierre du Viaduc de Millau, en Occitanie (Aveyron, Midi de la France).
- 2013 : la sonde chinoise Chang’e 3 se pose sur la Lune.
- 2015 : la mission spatiale Soyouz TMA-19M part vers la Station spatiale internationale.
- 2017 : la Commission fédérale des communications met fin à la neutralité du réseau aux États-Unis.
- 2020 : dernière nouvelle lune de l'an civil, dans l'hémisphère nord, entre celles de novembre et du 13 janvier 2021.

## Économie et société
- 557 : un violent séisme cause de grands dommages, à Constantinople.
- 1287 : raz-de-marée de la Sainte-Lucie, dans la nuit du 13 (sainte Lucie) à ce 14 décembre, tuant 50 000 personnes.
- 1582 : l'année n'a pas en France de 14 décembre. Du fait de l'adoption du calendrier grégorien par ce pays, le lendemain du dimanche 9 décembre est le lundi 20 décembre directement (le samedi 25 de Noël, aux Pays-Bas espagnols).
- 1789 :
  - l'Assemblée constituante issue de la Révolution en cours depuis quelques mois, en France, crée les premiers assignats[6] ;
  - la même assemblée adopte une loi uniformisant le statut des municipalités[7].
- 1944 : nationalisation des grandes mines de charbon, en France encore.
- 1967 : la pilule contraceptive est légalisée en France sous l'égide du député gaulliste de la Loire Lucien Neuwirth[8].
- 2012 : tuerie de l'école primaire Sandy Hook.
- 2016 : la FED décide, pour la seconde fois en dix ans, d'augmenter son taux de refinancement, à 0,75 %.
- 2021 : en Haïti, l’explosion d'un camion-citerne à Cap-Haïtien provoque la mort de 90 personnes et en blesse 100 autres[9].
- 2024 : dans l'océan Indien, le cyclone Chido dévaste le département français de Mayotte[10].

## Naissances

### XVIesiècle
- 1503 : Nostradamus (Michel de Nostredame dit), médecin, apothicaire et astrologue français († 2 juillet 1566).
- 1546 : Tycho Brahe, astronome danois († 24 octobre 1601).

### XVIIIesiècle
- 1730 : James Bruce, explorateur britannique († 27 avril 1794).
- 1748 : Louis-François de Bausset, cardinal français, évêque d'Alès de 1784 à 1790 († 21 juin 1824).
- 1769 : Paul Thiébault, général français († 13 octobre 1846).
- 1784 : Hortense Haudebourt-Lescot, peintre française († 2 janvier 1845).

### XIXesiècle
- 1824 : Pierre Puvis de Chavannes, peintre français († 24 octobre 1898).
- 1841 : Louise Héritte-Viardot,  compositrice, pianiste et cantatrice française († 17 janvier 1918).
- 1853 : Errico Malatesta, anarchiste italien († 12 juillet 1932).
- 1861 : Léon Eyrolles, homme politique et entrepreneur français († 3 décembre 1945).
- 1883 : Morihei Ueshiba (植芝 盛平), fondateur de l'aïkido († 26 avril 1969).
- 1888 : Kenneth Fenwick « Ken » Randall, hockeyeur professionnel canadien († 17 juin 1947).
- 1895 :
  - Paul Éluard (Eugène Émile Paul Grindel dit), poète français († 18 novembre 1952).
  - George VI, roi du Royaume-Uni de 1936 à 1952 († 6 février 1952).
- 1896 : James Harold Doolittle, général américain († 27 septembre 1993).
- 1897 : Kurt Schuschnigg, homme politique, avocat et militaire autrichien, chancelier d’Autriche de 1934 à 1938 († 18 novembre 1977).

### XXesiècle
- 1901 :
  - Henri Cochet, joueur de tennis français († 1er avril 1987).
  - Kazimierz Józef Marian Michałowski, archéologue, égyptologue et historien de l'art polonais († 1er janvier 1981).
- 1902 : Laurent Grimmonprez, footballeur belge († 22 mai 1984).
- 1903 : Walter Rangeley, athlète britannique († 16 mars 1962).
- 1904 : Luigi Bricchi, joueur italien de rugby († date inconnue).
- 1905 : André Bac (André Joseph Adrien Bachrich dit), directeur de la photographie français († 31 mai 1989).
- 1906 : Maryse Martin (Maria Bourintein dite), actrice et chanteuse française († 18 mai 1984).
- 1907 : Juan Carlos Corazzo, footballeur puis entraîneur uruguayen († 12 janvier 1986).
- 1908 : 
  - Moritz « Morey » Amsterdam, acteur, réalisateur et scénariste américain († 28 octobre 1996).
  - Laurence Naismith, acteur britannique († 5 juin 1992).
- 1909 : Edward Lawrie Tatum, généticien américain, prix Nobel de physiologie ou médecine en 1958 († 5 novembre 1975).
- 1910 : Antoine Gimenez (Bruno Salvadori dit), syndicaliste révolutionnaire italien († 26 décembre 1982).
- 1911 : Lindley Armstrong « Spike » Jones, musicien et acteur américain († 1er mai 1965).
- 1912 : Jean Delmas, enseignant, journaliste et critique de cinéma français, fondateur de la revue Jeune Cinéma († 12 mai 1979).
- 1913 : Daniel James « Dan » Dailey, Jr., acteur et réalisateur américain († 16 octobre 1978).
- 1914 : Simion Bughici, homme politique roumain († 1er février 1997).
- 1915 :
  - Rachid Behboudov (رشید بهبوداوف), chanteur et acteur azerbaïdjanais († 19 juin 1988).
  - Frantz Casseus, guitariste et compositeur haïtien († 21 juin 1993).
  - Jacques Choffel, écrivain français, spécialiste de l'histoire de la Bretagne et de la Normandie († 8 janvier 1996).
  - Hubert Clément, militaire français († 26 février 2012).
  - José Toribio Merino, amiral chilien († 30 août 1996).
  - Ave Ninchi, actrice italienne († 10 novembre 1997).
- 1918 : Bellur Krishnamachar Sundararaja Iyengar, maître de yoga indien.
- 1920 : Clark Terry, trompettiste et compositeur de jazz américain († 21 février 2015).
- 1921 : 
  - Maurice Mességué, herboriste et écrivain français († 16 juin 2017).
  - Roger Rudel, acteur et doubleur vocal français, V.F. fréquente de Kirk Douglas († 19 juillet 2008).
- 1922 : Donald Shepard « Don » Hewitt, producteur, scénariste et réalisateur américain († 19 août 2009).
- 1923 : Jean McEwen, artiste peintre québécois († 9 janvier 1999).
- 1924 : Roger Faulques, militaire français.
- 1927 : Jean-Paul Sac, un résistant français mort à 16 ans († 28 novembre 1944).
- 1931 : René-Lucien Picandet, prélat français, 122e évêque d'Orléans de 1981 à 1997 († 20 octobre 1997).
- 1932 :
  - Abbe Lane (Abigail Francine Lassman dite), chanteuse, actrice et danseuse américaine.
  - Charles Allan « Charlie » Rich, chanteur américain de musique country († 25 juillet 1995).
  - Étienne Tshisekedi, homme d'État de la République démocratique du Congo.
- 1933 : 
  - Albert Spaggiari, malfaiteur français, auteur du casse du siècle († 8 juin 1989).
  - Pierre Albaladejo, joueur français de rugby à XV.
- 1935 : Lee Remick, actrice américaine († 2 juillet 1991).
- 1936 : Robert Alan Parker, astronaute américain.
- 1938: Roger Swinfen Eady, parlementaire britannique († 5 juin 2022).
- 1939 : Jean-Marie Lemieux, acteur québécois († 4 novembre 1985).
- 1940 :
  - Paco Camino (Francisco Camino Sánchez dit), matador espagnol.
  - Henri Dès (Henri Destraz dit), chanteur suisse.
- 1946 :
  - Jane Birkin, actrice et chanteuse britannique. († 16 juillet 2023).
  - Anna Marie « Patty » Duke, actrice américaine († 29 mars 2016).
  - Stan Smith, joueur de tennis américain.
- 1947 :
  - Christopher Parkening, guitariste classique américain.
  - Dilma Rousseff, économiste et femme politique brésilienne, présidente de la République du Brésil de 2011 à 2016.
- 1948 : Kim Beazley, homme politique australien.
- 1949 :
  - William Joseph « Bill » Buckner, joueur de baseball américain († 27 mai 2019).
  - Clifford « Cliff » Williams, bassiste anglais du groupe rock AC/DC.
- 1952 : Germain Houde, acteur québécois.
- 1954 : Steven Glenwood « Steve » MacLean, spationaute canadien.
- 1955 : 
  - Roland Brückner, gymnaste est-allemand champion olympique.
  - Hervé Guibert, journaliste et écrivain français († 27 décembre 1991).
- 1956 : Hanni Wenzel, skieuse alpine liechtensteinoise.
- 1958 : 
  - Bruno Gaccio, scénariste français.
  - Pierre Bellanger, homme d'affaires français.
- 1960 : 
  - Catherine Grace Coleman, astronaute américaine.
  - Chris Waddle, footballeur britannique.
- 1962 : Cendrine Dominguez, animatrice française.
- 1963 :
  - Cynthia Gibb, actrice américaine.
  - Jean-Michel Henry, épéiste français champion olympique.
  - Michael Moloney, équipier américain dans Les Maçons du cœur.
- 1964 : Noémie Lvovsky, actrice et cinéaste française.
- 1965 :
  - Craig Biggio, joueur de baseball américain.
  - Kenneth Wade « Ken » Hill, joueur de baseball américain.
- 1966 :
  - Carl Herrera, basketteur vénézuélien.
  - Anthony Mason, basketteur américain († 28 février 2015).
  - William Edward « Bill » Ranford, hockeyeur sur glace canadien.
  - Joël Bettin, céiste français médaillé olympique.
- 1967 : Dominic LeBlanc, homme politique canadien.
- 1968 : Noelle Beck, actrice américaine.
- 1969 : Natascha McElhone (Natascha Abigail Taylor dite), actrice britannique.
- 1970 : Albin de la Simone, auteur, compositeur, interprète français.
- 1971 : 
  - Dmitri Dovgalenok, céiste biélorusse champion olympique.
- 1973 : 
  - Patrick « Pat » Burke, basketteur irlandais.
  - Thuy Trang, actrice américano-vietnamienne († 3 septembre 2001).
- 1975 :
  - Valérie Decobert, actrice française.
  - Benedict James « Ben » Kay, joueur de rugby à XV britannique.
- 1977 :
  - Romain Dumas, pilote automobile français.
  - Fally Ipupa Nsimba, chanteur congolais.
- 1978 :
  - Patty Schnyder, joueuse de tennis suisse.
  - Kim St-Pierre, hockeyeur sur glace québécoise.
- 1979 :
  - Jean-Alain Boumsong, footballeur français.
  - Michael Owen, footballeur britannique.
  - Carl Hayman, joueur de rugby néo-zélandais.
- 1980 : Didier Zokora, footballeur ivoirien.
- 1981 :
  - Émilie Heymans, plongeuse québécoise.
  - Rebecca Jarvis, journaliste américaine.
- 1983 : Stéphanie Frappart, arbitre de football française.
- 1984 :
  - Krissy Lynn, actrice pornographique américaine.
  - Molly Nilsson, musicienne suédoise/
- 1985 :
  - Jakub Błaszczykowski, footballeur international polonais.
- 1986 : Andrew Tate, personnalité en ligne américaine.
- 1987 : Alexandre « Alex » Gaskarth, chanteur, guitariste et parolier britannique.
- 1988 :
  - Nicolas Batum, joueur français de basket-ball.
  - Vanessa Hudgens, actrice et chanteuse américaine.
  - Emma Becker, écrivaine française.
- 1990 : Robert Covington, basketteur américain.
- 1991 : Offset, rappeur américain.
- 1996 : Raphinha, footballeur brésilien.

## Décès

### IXesiècle
- 872 : Adrien II, 106e pape, en fonction de 867 à 872 (° 792).

### XIIIesiècle
- 1267 : Casimir Ier de Cujavie, noble polonais (° vers 1211).

### XVesiècle
- 1417 : John Oldcastle, chef lollard anglais, brûlé vif à Londres (° vers 1378).

### XVIesiècle
- 1514 : Guillaume Briçonnet, cardinal et homme politique français (° 1445).
- 1542 : Jacques V, roi d'Écosse de 1513 à 1542 (° 10 avril 1512).
- 1591 : Jean de la Croix (Juan de Yepes Álvarez dit), saint et mystique espagnol (° 24 juin 1542).

### XVIIIesiècle
- 1788 : Charles III, roi d'Espagne de 1759 à 1788 (° 20 janvier 1716).
- 1799 : George Washington, homme politique, militaire, géographe et planteur américain, cofondateur et premier président des États-Unis de 1789 à 1797 (° 22 février 1732).

### XIXesiècle
- 1826 : Conrad Malte-Brun, géographe français d'origine danoise (° 12 août 1755).
- 1837 : Jean-Olivier Chénier, médecin québécois, un des chefs de la rébellion des Patriotes (° 9 décembre 1806).
- 1861 : Albert de Saxe-Cobourg-Gotha, prince consort du Royaume-Uni, époux de la reine Victoria (° 26 août 1819).
- 1873 : Louis Agassiz, zoologiste, ichtyologue et géologue américain d'origine suisse (° 28 mai 1807).
- 1876 : Françoise Schervier, religieuse allemande fondatrice des sœurs des pauvres de Saint François (° 8 janvier 1819).
- 1886 :
  - Christophe Colard, architecte français (° 24 juillet 1805).
  - Noël-Jules Girard, sculpteur français (° 22 août 1816).

### XXesiècle
- 1902 : Julia Grant, première dame des États-Unis (° 26 janvier 1826).
- 1912 : Émile Wróblewski, pianiste et compositeur polonais (° 17 juin 1835).
- 1918 : Sidónio Pais, homme politique, militaire, diplomate, lecteur et astronome portugais, président de la République du Portugal en 1918 (° 1er mai 1872).
- 1938 : Maurice Emmanuel, compositeur français (° 2 mai 1862).
- 1943 : John Harvey Kellogg, médecin et chirurgien américain (° 26 février 1852).
- 1947 : Stanley Baldwin, homme politique britannique, Premier ministre du Royaume-Uni à trois reprises (° 3 août 1867).
- 1963 :
  - Marie Marvingt, alpiniste et aviatrice française (° 20 février 1875).
  - Dinah Washington, chanteuse américaine (° 29 août 1924).
- 1964 : William Bendix, acteur américain (° 14 janvier 1906).
- 1974 : Walter Lippmann, journaliste et écrivain américain (° 23 septembre 1889).
- 1978 : Salvador de Madariaga, philosophe espagnol (° 23 juillet 1886).
- 1980 : Guido Landra, anthropologue et théoricien du racisme italien (° 16 février 1913).
- 1985 : Roger Maris, joueur de baseball américain (° 10 septembre 1934).
- 1986 : Claude Bertrand, acteur et doubleur vocal français (° 24 mars 1919).
- 1987 : Copi (Raúl Damonte Botana dit), bédéiste et écrivain argentin (° 20 novembre 1939).
- 1989 : Andreï Sakharov (Андрей Дмитриевич Сахаров), physicien et député russe, prix Nobel de la paix en 1975 (° 21 mai 1921).
- 1990 :
  - Friedrich Dürrenmatt, dramaturge suisse (° 5 janvier 1921).
  - Robert Geatrex « Red » Heron, hockeyeur professionnel canadien (° 31 décembre 1917).
- 1993 : Myrna Loy (Myrna Adele Williams dite), actrice américaine (° 2 août 1905).
- 1994 : Orval Faubus, homme politique américain, gouverneur de l'Arkansas de 1955 à 1967 (° 7 janvier 1910).
- 1996 : Gaston Miron, poète et éditeur québécois (° 8 janvier 1928).
- 1997 :
  - Harry Glaß, sauteur à ski allemand (° 11 octobre 1930).
  - Lisl Goldarbeiter, mannequin autrichienne (° 23 mars 1909).
  - Étienne Pasquier, violoncelliste français (° 10 mai 1905).
  - Stubby Kaye (Bernard Solomon Kotzin dit), acteur américain (° 11 novembre 1918).
- 1998 :
  - Vittorio Cottafavi, réalisateur et scénariste italien (° 30 janvier 1914).
  - Gilbert Favre, clarinettiste suisse et bolivien (° 19 novembre 1926).
  - Norman Fell, acteur américain (° 24 mars 1924).
  - Jim Jensen, paléontologue américain (° 2 août 1918).
- 1999 : Allan La Fontaine, joueur français de football australien (° 15 décembre 1910).
- 2000 : Myroslav Ivan Lioubatchivsky (Мирослав Іван Любачівський), cardinal ukrainien, archevêque de Lviv de 1984 à 2000 (° 24 juin 1914).

### XXIesiècle
- 2001 :
  - Claude Santelli, scénariste, producteur et réalisateur français (° 17 juin 1923).
  - Winfried Georg Maximilian Sebald, écrivain allemand (° 18 mai 1944).
- 2002 : 
  - Suzanne Langlois, actrice québécoise (° 30 octobre 1928).
  - Salman Radouïev, dirigeant du mouvement séparatiste tchétchène (° 13 février 1967)
- 2003 :
  - Jeanne Crain, actrice américaine (° 25 mai 1925).
  - François Rauber, compositeur français (° 19 janvier 1933).
- 2004 : Françoise Verny, éditrice française (° 26 novembre 1928).
- 2006 :
  - Mustapha Adouani, acteur tunisien (° 2 octobre 1946).
  - Camille Darsières, avocat, historien et homme politique français (° 19 mai 1932).
  - Mike Evans, acteur américain (° 3 novembre 1949).
- 2008 :
  - Henry George « Hank » Goldup, hockeyeur professionnel canadien (° 29 octobre 1918).
  - Claude Olievenstein, psychiatre français (° 11 juin 1933).
- 2009 :
  - Alan A'Court, footballeur anglais (° 30 septembre 1934).
  - Jean-Paul Casterman, éditeur belge (° 14 avril 1929).
- 2010 :
  - Neva Patterson, actrice américaine (° 10 février 1920).
  - Pascal Rakotomavo, homme politique malgache (° 1er avril 1934).
- 2011 :
  - Paul-Émile Deiber, comédien français (° 1er janvier 1925).
  - Roland Dubillard, comédien français (° 2 décembre 1923).
  - Joseph Henry « Joe » Simon, dessinateur, éditeur et auteur de comics américain (° 11 octobre 1913).
  - George Whitman (en), propriétaire gérant de "Shakespeare and Company", librairie anglophone à Paris (° 12 décembre 1913).
- 2012 : Klaus Köste, gymnaste est-allemand (° 27 février 1943).
- 2013 :
  - Peter O'Toole, acteur irlandais (° 2 août 1932).
  - Jacques Proulx, animateur de radio québécois (° 1935).
  - France Roche, journaliste française (° 2 avril 1921).
  - Abou El Kacem Saâdallah (أبو القاسم سعد الله), homme de lettres et historien algérien (° 1er juillet 1930).
- 2014 :
  - François Caron, historien économique français (° 24 mars 1931).
  - Theo Colborn, zoologiste et épidémiologiste américaine (° 28 mars 1927).
  - Irene Dalis, chanteuse lyrique mezzo-soprano américaine (° 8 octobre 1925).
  - Millie Kirkham, chanteuse américaine (° 24 juin 1923).
  - Louis Koyagialo, homme d'État congolais (° 23 mars 1947).
- 2015 :
  - Guy Scherrer, homme d'affaires et dirigeant sportif français (° 11 juin 1943).
  - Vadym Tychtchenko, footballeur et ensuite entraîneur soviétique puis ukrainien (° 24 mars 1963).
  - Aleš Veselý, sculpteur tchèque (° 3 février 1935).
- 2016 :
  - Paulo Evaristo Arns, cardinal catholique brésilien (° 14 septembre 1921).
  - Fosco Becattini, footballeur international italien (° 16 mars 1925).
  - Shirley Dysart, femme politique canadienne (° 22 février 1928).
  - Stephen Fienberg, statisticien américain (° 27 novembre 1942).
  - Bernard Fox, acteur britannico-américain (° 11 mai 1927).
  - Karel Husa, compositeur et chef d'orchestre tchèque puis américain (° 7 août 1921).
  - Gérard Lemaître, danseur contemporain français (° 8 décembre 1936).
  - Halfdan T. Mahler, médecin danois (° 21 avril 1923).
  - Jean-Paul Pier, mathématicien luxembourgeois (° 5 juillet 1933).
  - Claude Prosdocimi, footballeur et ensuite entraîneur français (° 11 juillet 1927).
  - Ahmed Rateb (احمد راتب), acteur égyptien (° 23 janvier 1949).
  - Guennadi Tsygourov, joueur russe de hockey sur glace devenu entraîneur (° 15 avril 1942).
- 2018 : Edmond Simeoni, homme et militant politique, médecin de profession, père du nationalisme moderne en Corse (° 6 août 1934).
- 2019 :
  - Michèle Bernard-Requin, avocate puis magistrate française (° 7 mai 1943).
  - Chuy Bravo, acteur et humoriste américain (° 7 décembre 1956).
  - Anna Karina (Hanne Karin Bayer dite), actrice, chanteuse et femme de lettres franco-danoise (° 22 septembre 1940).
  - Bernard Lavalette, comédien français (° 20 janvier 1926).
- 2020 : Gérard Houllier, entraîneur et sélectionneur français de football, directeur technique national (DTN) à la FFF (° 3 septembre 1947).
- 2021 : Maja Beutler, écrivaine suisse (° 8 décembre 1936).
- 2022 :
  - Constantin Dinu, joueur de rugby international puis entraîneur roumain (° 29 avril 1945).
  - Djene Djento, auteur-compositeur-interprète camerounais (° ? 1963).
  - Riccardo Giovanelli, astronome américain (° 30 août 1946).
  - Wulf Kirsten, poète et éditeur allemand (° 21 juin 1934).
  - Sven Jenssen, chanteur allemand (° 21 avril 1934).
  - Charlene Mitchell, femme politique américaine (° 8 juin 1930).
  - Henri Picheral, géographe français (° 28 mai 1938).
  - Salim al-Zaanoun, homme politique palestinien (° 28 décembre 1933).
- 2023 : George McGinnis, basketteur grec (° 12 août 1950).

## Célébrations

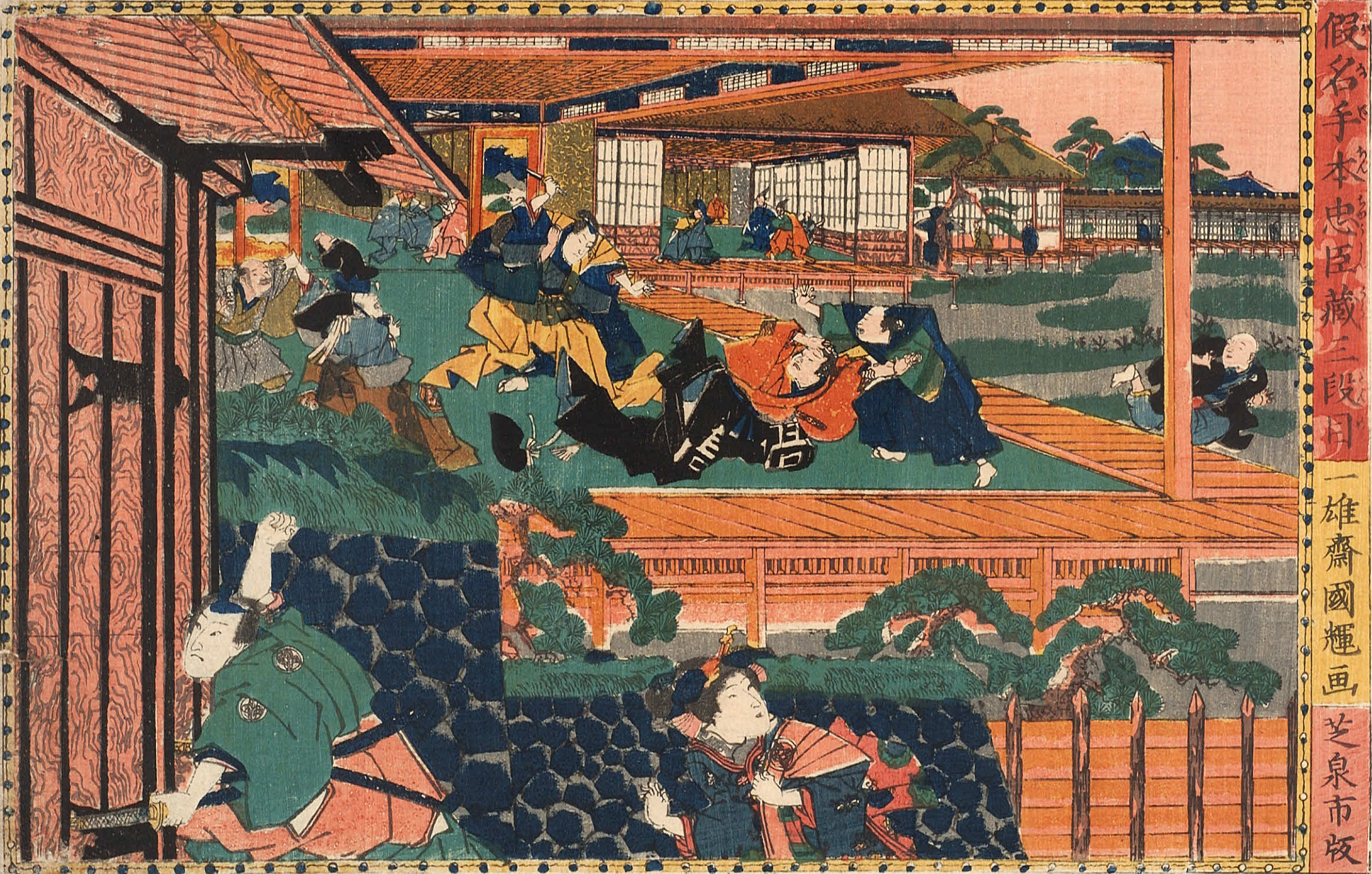
Représentation de l'attaque d'Asano sur Kira (XVIIIe siècle)

### Nationales
- Alabama (États-Unis) : Alabama Day (en) commémorant l'entrée de cet État dans l'Union fédérale en 1819.
- Bangladesh : journée des intellectuels martyrs.
- Japon : jour souvenir des 47 rōnin (illustration ci-contre).

### Saints des Églises chrétiennes

#### Catholiques et orthodoxes
Saints du jour, :
- Agnel de Naples († 596) — ou « Agnellus », ou « Agnello » —, moine basilien, ermite, puis higoumène de San Gaudioso, à Naples ; célèbre thaumaturge, dont les prières sont réputées avoir sauvé la ville assiégée par ses ennemis.
- Arès, Promus et Élie († v. 308), martyrs.
- Drosis (IVe siècle ?), martyr à Antioche de Pisidie ; saint Jean Chrysostome affirme qu’elle fut brûlée vive.
- Éguiner († vers 455) — ou « Fingar », « Guigner », « Vigner », « Venier », ou « Eginer », prince irlandais, ermite en Cornouaille armoricaine, martyr, massacré par un prince appelé Théodoric.
- Eutropie de Reims († 407 ou 450), martyr à Reims par la main des Vandales, avec son frère Nicaise, ainsi que Jocond et Florent.
- Folquin de Thérouanne († 855) — ou « Folcuin » —, cousin germain de Charlemagne, évêque de Thérouanne, en 817 ; mort à Esquelbecq ; on l'invoque en faveur des femmes enceintes.
- Héron († 250), martyr à Alexandrie, brûlé vif dans une fournaise, avec les saints Arsène et Isidore.
- Nicaise de Reims († 407 ou 450), archevêque, et martyr avec sa sœur, son diacre, son lecteur, et plusieurs autres compagnons.
- Odile († vers 720), abbesse de Hohenbourg et patronne de l'Alsace (date récente pour le rite latin, ancienne date le 13 décembre).
- Pompée de Pavie (IVe siècle), évêque.
- Philémon († 305), joueur de cithare, martyr à Thèbes, en Égypte, sous Dioclétien, en même temps qu'Apollonius de Thèbes, le gouverneur Arien, et que ses quatre gardes du corps.
- Thyrse d'Apollonie, Leuce et Callinique (IIIe siècle), Martyrs.
- Venance Fortunat (vers 530 - 609), poète chrétien, évêque de Poitiers.
- Viateur de Bergame († v. 378), évêque.

#### Saints ou bienheureux des Églises catholiques
Saints ou béatifiés :
- Antoine Cubells Minguell († 1936), bienheureux religieux espagnol mort martyr lors de la guerre civile espagnole.
- Barthélémy  Buonpedoni (en) († 1300), bienheureux tertiaire franciscain et prêtre italien.
- Bonaventure Bonaccorsi († 1313), bienheureux prêtre italien.
- Françoise Schervier († 1876), bienheureuse religieuse allemande, fondatrice des sœurs des pauvres de Saint François.
- Jean de la Croix († 1591), Mystique espagnol.
- Jean du Pain († 1150), frère laïque cistercien.
- Joseph Kassab al-Hardini († 1858), prêtre maronite.

#### Saints orthodoxes
- Daniel de Voronets († 1496), Moldave, moine à 16 ans, hésychaste, higoumène à 80 ans.

### Prénoms du jour
- Odile et ses variantes : Odille, Othilde et Othilie ; ainsi que son composé Marie-Odile (ancienne date la veille 13 décembre) ; les Odilon ayant leurs propres dates de fêtes patronales les 1er janvier, 3 janvier, voire surtout 4 janvier.

Et aussi :
- Agnel,
- Eginer (prénom breton) et ses variantes masculines : Fingar et Guigner ; et leurs formes féminines : Egina et Eguiner[13].
- Mélodie et ses variantes : Mélodine et Mélody (du fait d'une proximité phonétique avec Odile).
- Nicaise,
- Venant, Venance.

## Traditions et superstitions

### Dictons
- « De Sainte-Léocadie à Sainte-Nicaise, les gelées naissent. »[14]
- « Quand à la Sainte-Odile tombe la neige, le gel est souvent du cortège. »[15] (qu'es a quo à la sainte Nadège ?).

### Astrologie
- Signe du zodiaque : 22e jour du Sagittaire.

## Toponymie
- Les noms de plusieurs voies, places, sites ou édifices de pays ou régions francophones contiennent cette date sous diverses graphies : voir Quatorze-Décembre .